# Aplatophis zorro
Aplatophis zorro är en fiskart som beskrevs av Mccosker och Robertson 2001. Aplatophis zorro ingår i släktet Aplatophis och familjen Ophichthidae. IUCN kategoriserar arten globalt som otillräckligt studerad. Inga underarter finns listade i Catalogue of Life.